# Bol Open 2021
Il Bol Open 2021 è stato un torneo di tennis giocato sulla terra rossa. È stata la 15ª edizione del torneo che fa parte della categoria WTA 125 nell'ambito del WTA Challenger Tour 2021. Si è giocato al Tennis Club Kastela di Bol in Croazia dal 7 al 12 giugno 2021.

## Partecipanti al singolare

### Teste di serie
| Nazionalità | Giocatrice         | Ranking* | Testa di serie |
| ----------- | ------------------ | -------- | -------------- |
| Russia      | Anna Blinkova      | 77       | 1              |
| Paesi Bassi | Arantxa Rus        | 83       | 2              |
| Italia      | Jasmine Paolini    | 91       | 3              |
| Italia      | Martina Trevisan   | 97       | 4              |
| Italia      | Sara Errani        | 105      | 5              |
| Russia      | Ljudmila Samsonova | 106      | 6              |
| Spagna      | Aliona Bolsova     | 107      | 7              |
| Ungheria    | Tímea Babos        | 111      | 8              |

* Ranking al 31 maggio 2021.

### Altre partecipanti
Le seguenti giocatrici hanno ricevuto una wildcard per il tabellone principale:
- Jana Fett
- Ana Konjuh
- Tena Lukas
- Tereza Mrdeža

Le seguenti giocatrici sono entrate in tabellone col ranking protetto:
- Alexandra Dulgheru
- Priscilla Hon

Le seguenti giocatrici sono passate dalle qualificazioni:
- Alexandra Cadanțu
- Dalma Gálfi
- Ekaterine Gorgodze
- Lulu Sun

### Ritiri
Prima del torneo
- Eugenie Bouchard → sostituita da  Ysaline Bonaventure
- Elisabetta Cocciaretto → sostituita da  Irina Maria Bara
- Varvara Gračëva → sostituita da  Renata Zarazúa
- Anna Kalinskaja → sostituita da  Vol'ha Havarcova
- Danka Kovinić → sostituita da  Priscilla Hon
- Bernarda Pera → sostituita da  Usue Maitane Arconada
- Rebecca Peterson → sostituita da  Katarina Zavac'ka
- Sara Sorribes Tormo → sostituita da  Katarzyna Kawa
- Patricia Maria Țig → sostituita da  Barbara Haas
- Zhu Lin → sostituita da  Claire Liu
- Tamara Zidanšek → sostituita da  Nuria Párrizas Díaz

## Partecipanti al doppio

### Teste di serie
| Nazione    | Giocatrice       | Nazione     | Giocatrice           | Ranking* | Testa di serie |
| ---------- | ---------------- | ----------- | -------------------- | -------- | -------------- |
| Slovacchia | Viktória Kužmová | Paesi Bassi | Arantxa Rus          | 98       | 1              |
| Giappone   | Miyu Katō        | Rep. Ceca   | Renata Voráčová      | 143      | 2              |
| Polonia    | Katarzyna Piter  | Paesi Bassi | Rosalie van der Hoek | 227      | 3              |
| Kazakistan | Anna Danilina    | Bielorussia | Lidzija Marozava     | 247      | 4              |

* Ranking al 31 maggio 2021.

## Campionesse

### Singolare
Jasmine Paolini ha sconfitto in finale  Arantxa Rus con il punteggio di 6–2, 7–6(4).

### Doppio
Aliona Bolsova /  Katarzyna Kawa hanno sconfitto in finale  Ekaterine Gorgodze /  Tereza Mihalíková con il punteggio di 6–1, 4–6, [10–6].